# Rio Peixoto
O Rio Peixoto é um curso de água de São Tomé e Príncipe, localizado na ilha do Príncipe. Este curso de água corre para Norte até encontrar o mar entre a Praia das Burras e a Praia de Santa Rita.